# Государственный Карачаево-Черкесский историко-культурный и природный музей-заповедник имени М. О. Байчоровой
Государственный Карачаево-Черкесский историко-культурный и природный музей-заповедник имени М. О. Байчоровой (ГКЧИКиПМЗ, Музей Карачаево-Черкесии) — российское музейное учреждение, созданное в 1916 году как краеведческий музей и расположенное в Черкесске, Карачаево-Черкесия, на ул. Ленина, д. 14. С 1988 года является федеральным учреждением, включающим сеть из нескольких филиалов, в том числе административное здание и картинную галерею на ул. Красноармейская, д. 56 и д. 58, а также отделения вне Черкесска. Коллекция музея насчитывает более 100 тысяч единиц хранения.

## История
В начале XX века в станице Баталпашинская (ныне Черкесск) было создано Баталпашинское краеведческое общество, в состав которого входили учителя, врачи и чиновники. На его базе в 1916 году был открыт краеведческий музей, первым директором которого стал Михаил Петрович Петров.

### Довоенный музей
Именно преемником этого учреждения считается первый музей советского времени, созданный в 1922 году, функционировавший на общественных началах и размещавшийся в классном помещении (поэтому сначала именовался «школьным»). Впоследствии его перевели в дом, принадлежавший до революции полковнику Свидину и располагавшийся напротив нынешнего Дома правительства КЧР (на месте сквера с памятником С. А. Есенину). Вскоре он получил статус областного и был передан в ведение подотдела политического просвещения Карачаево-Черкесского областного отдела народного образования (облоно).
В 1923 году областной музей размещался в двух «тёмных помещениях», а его посещение характеризовалось как «минимальное» (видимо, по причине, как свидетельствуют архивные документы, «полнейшего отсутствия местных экспонатов»). Поначалу при музее действовал краеведческий кружок, однако он прекратил существование из-за отсутствия материально-финансовых средств. Власти осознавали угрозу того, что само существование областного музея «приостановится совершенно». Лишь в августе 1924 года руководство области решило взять на себя бюджетное обеспечение учреждения, которому утвердили минимальный штат — заведующий и сторож. После раздела Карачаево-Черкесской автономной области (КЧАО) в 1926 году областной музей как бюджетное учреждение был ликвидирован.
К началу 1930-х годов в городе Сулимове (ныне Черкесск) существовал общественный музей, который с образованием Черкесского научно-исследовательского института (ЧНИИ) в 1932 году был передан в ведение последнего. Только в 1934 году содержание Черкесского областного музея (ЧОМ), которому выделили здание, было взято на финансирование из регионального бюджета. При музее имелась в качестве «хозрасчетной единицы» и художественная мастерская с тремя отделениями — скульпторским, поделочным, художественным, и действовал зооуголок, который пополнялся за счет общественных усилий. Позднее он стал зоосадом, где были медведи, волки, кавказский олень, косуля, барсуки, лисы, зайцы и пернатые (грифы, совы, филины, дрофы).
В источниках 1934—1937 годов упоминаются служащие этого музея: научный сотрудник («научный работник», как тогда именовали) Петров; «научно-технический работник» М. А. Бондаренко (она выполняла на время отпусков директора его обязанности по музею, числилась как групповод), К. К. Собиневский (экскурсовод), художники И. Н. Рачинский и В. Ф. Афанасьев, чучельник П. А. Бедненко. В штатах музейных работников в 1938 году числились 8 единиц: директор по совместительству, младший научный работник, заведующий зооуголком — завхоз,
смотритель зооуголка, счетовод-деловод, кассир-вахтер и дворник по совместительству. В 1938 году бюджет музея составил 31,8 тысяч рублей.
Научные фонды плохо музея довоенной поры плохо известны ввиду скудности источников. Поначалу музей имел всего около 100 подлинных экспонатов по истории, собранных учителями и школьниками (фотографии, гербарии, полезные ископаемые, археологические предметы из числа случайных находок). К началу 1941 года в нём было 3 отдела (природы, истории, социалистического строительства), библиотека, насчитывавшая свыше 3 тысяч томов по истории и краеведению.
В ходе Второй мировой войны Черкесск был оккупирован войсками нацистской Германии, в ходе которой были утеряны и предметы Черкесского областного музея, а само здание сожжено; его директор Павел Ксенофонтович Григорьев ушёл в партизанский отряд и погиб в конце 1942 года.

### Послевоенный музей
После освобождения Черкесска музею была выделена комната в частном доме по улице Ленина, где он стал воссоздаваться усилиями нового директора Агнессы Евграфовны Дайгородовой и научного сотрудника Зои Федоровны Чиж. Он открылся для посетителей в ноябре 1944 года и стал пополняться за счёт даров жителей города, приносивших поначалу трофейное оружие, документы, газеты, печатавшиеся при оккупации, листовки. Сейчас в музее действует постоянная выставка «Годы, опаленные войной», посвящённая Второй мировой войне.
В 1947 году были восстановлены 4 отдела: природы, археологии, этнографии и соцстроительства. Фонды музея тогда составляли около 1250 единиц хранения.
В 1940-х годах А. Е. Дайгородова участвовала в экспедициях Т. М. Минаевой по Черкесии. Большой вклад в развитие музея внесла Анна Константиновна Литвиненко, работавшая в нём с 1948 года на протяжении почти двух десятилетий. Она также участвовала в археологических экспедициях, которые проводились Т. М. Минаевой и Е. П. Алексеевой на территории Усть-Джегутинского, Хабезского и Прикубанского районов в 1950—1960-е годах.
В 1967 году краеведческий музей был переведён в здание по улице Ленина, 14. В 1968 году в музее была открыта первая экспозиция, рассказывающая об истории дореволюционной и советской Карачаево-Черкесии и об ее природе.
28 января 1988 года постановлением Совета министров РСФСР областной музей получил федеральный статус и был преобразован в Карачаево-Черкесский историко-культурный и природный музей-заповедник. В 1991 году была открыта первая экспозиция в новом выставочном зале на ул. Первомайской, д. 28. В нынешнее время в нём открыты постоянные выставки «Дом национальностей», «Уникальное культурное наследие Карачаево-Черкесской Республики» и «Годы, опаленные войной».
В 2014 году музею-заповеднику было дано имя многолетнего директора Марии Османовны Байчоровой. В 2010-х годах на протяжении нескольких лет длился ремонт краеведческого музея, в 2016 году он открылся для посетителей.
В 2018 году три комплекса, ранее входившие в состав музея-заповедника:
- Нижне-Архызский историко-архитектурный и археологический комплекс (включая три Нижне-Архызских (Зеленчукских) храма) в окрестностях села Нижний Архыз
- Сентинский историко-архитектурный комплекс (включая Сентинский храм) в окрестностях аула Нижняя Теберда
- Шоанинский историко-архитектурный комплекс (включая Шоанинский храм) в окрестностях села имени Коста Хетагурова

были переведены в состав Аланского христианского центра на Северном Кавказе, который был образован в 2017 году и из контроля за деятельностью которого исключено Министерство культуры России. Конгресс карачаевского народа раскритиковал это решение, утверждая, что передача незаконна, а у центра нет ни опыта, ни квалификаций в области сохранения и использования подобных памятников.
В 2019 году открылась постоянная экспозиция «Дом национальностей», на которой представлены более 300 экспонатов — жилище, одежду, традиционные ремесла и промыслы народов Карачаево-Черкессии. В 2022 году прошла выставка «Уникальное культурное наследие Карачаево-Черкесской Республики», приуроченная к 100-летию образования Карачаево-Черкесии.

## Описание
Музей имеет правовую форму республиканского государственного учреждения и находится в ведении Министерства культуры России. Ему подчинена сеть из филиалов, насчитывающая в общей сложности около 90 культурных объектов.
Здания в Черкесске:
- Основное здание музея, вмещающее администрацию музея и часть выставочных залов, находится в здании бывшей гостиницы купца Самойленко на ул. Красноармейская, д. 58 / ул. Первомайская, д. 28. Здание построено в 1904 году в стиле модерн, украшено лепным карнизом и профилированными наличниками и признано памятником архитектуры[8]  . 0910003002 (БД Викигида).
- В прилегающем здании бывшего коммерческого банка[8] на ул. Красноармейская, д. 56 находится картинная галерея. Здание построенном в 1906 году в стиле модерн[11] и является памятником архитектуры  . 0910003002 (БД Викигида).
- В здании по ул. Ленина, д. 14 располагается краеведческий (головной) музей, основная экспозиция и фондохранилище[6].

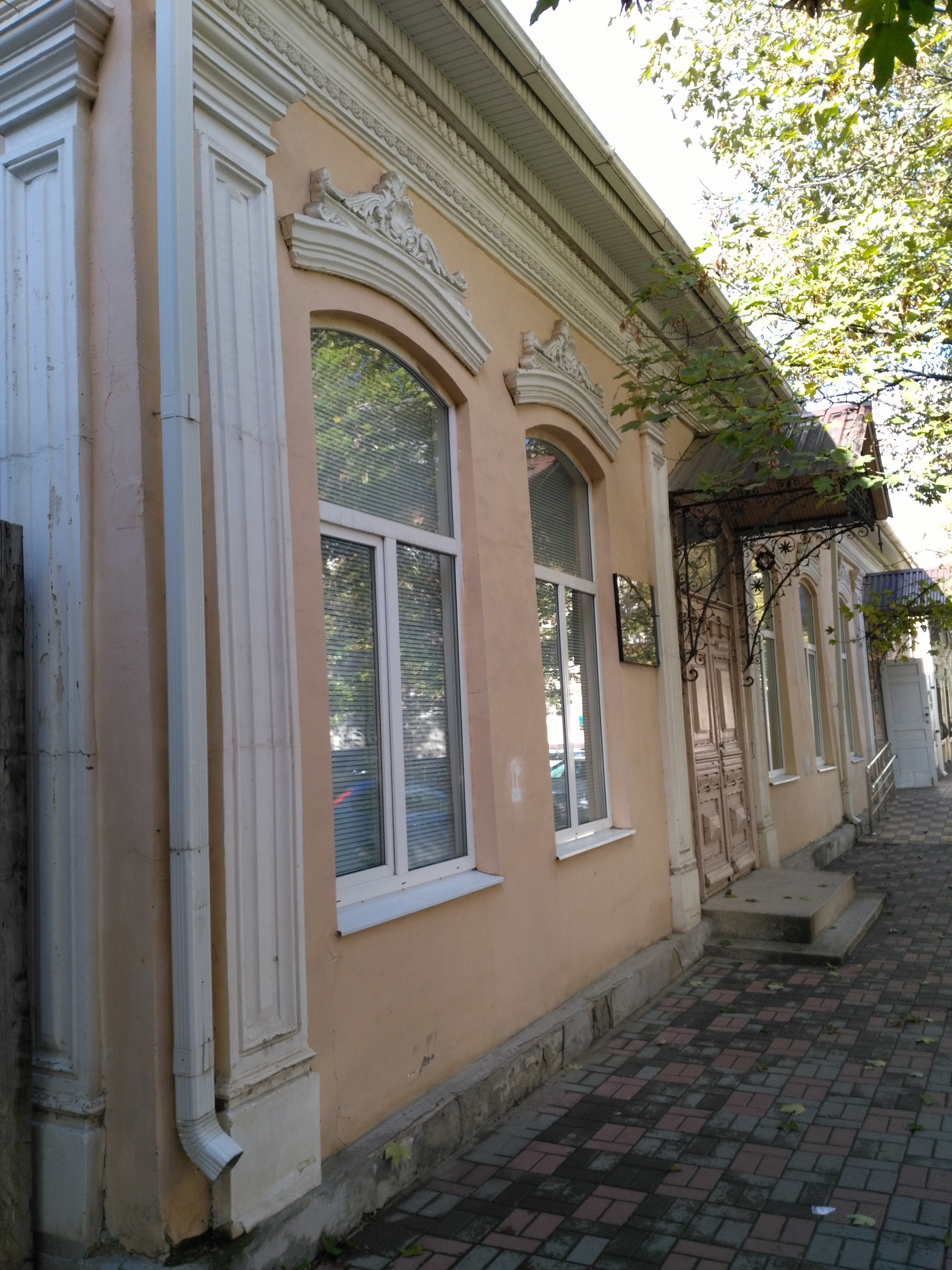
Здание бывшей гостиницы Самойленко
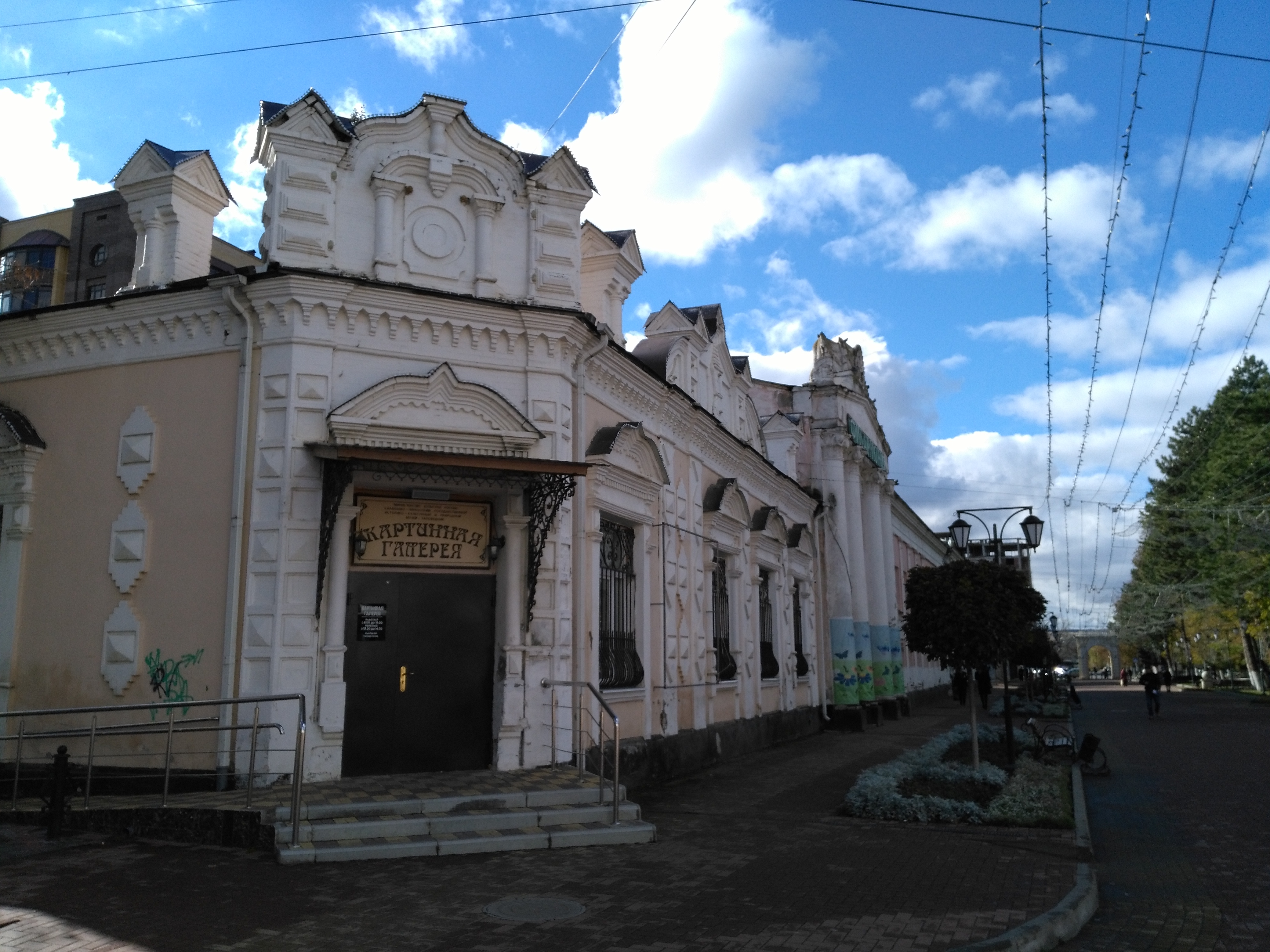
Здание бывшего коммерческого банка на ул. Красноармейская, д. 56 — картинная галерея
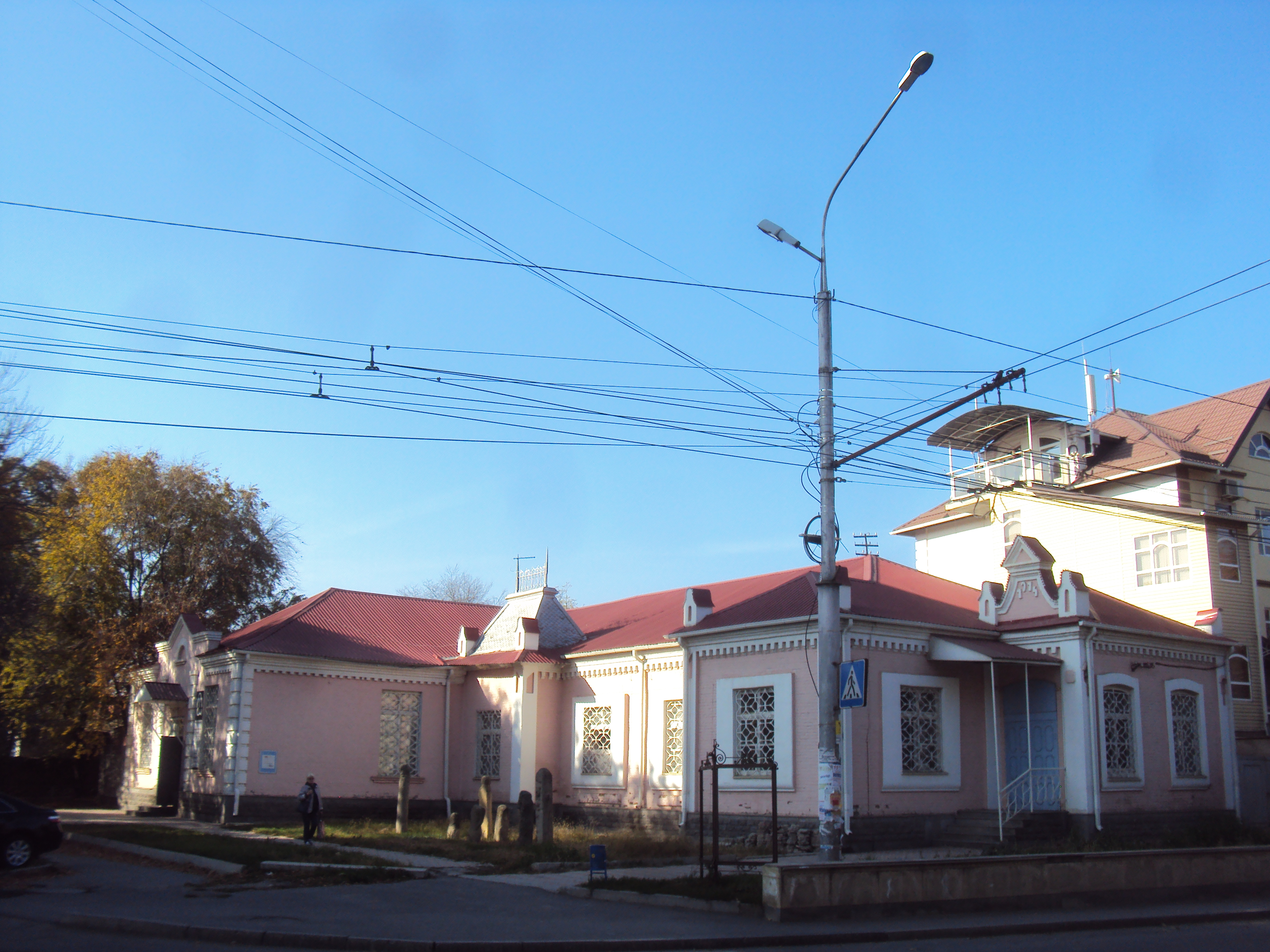
Здание на пр. Ленина, д. 14 — краеведческий музей
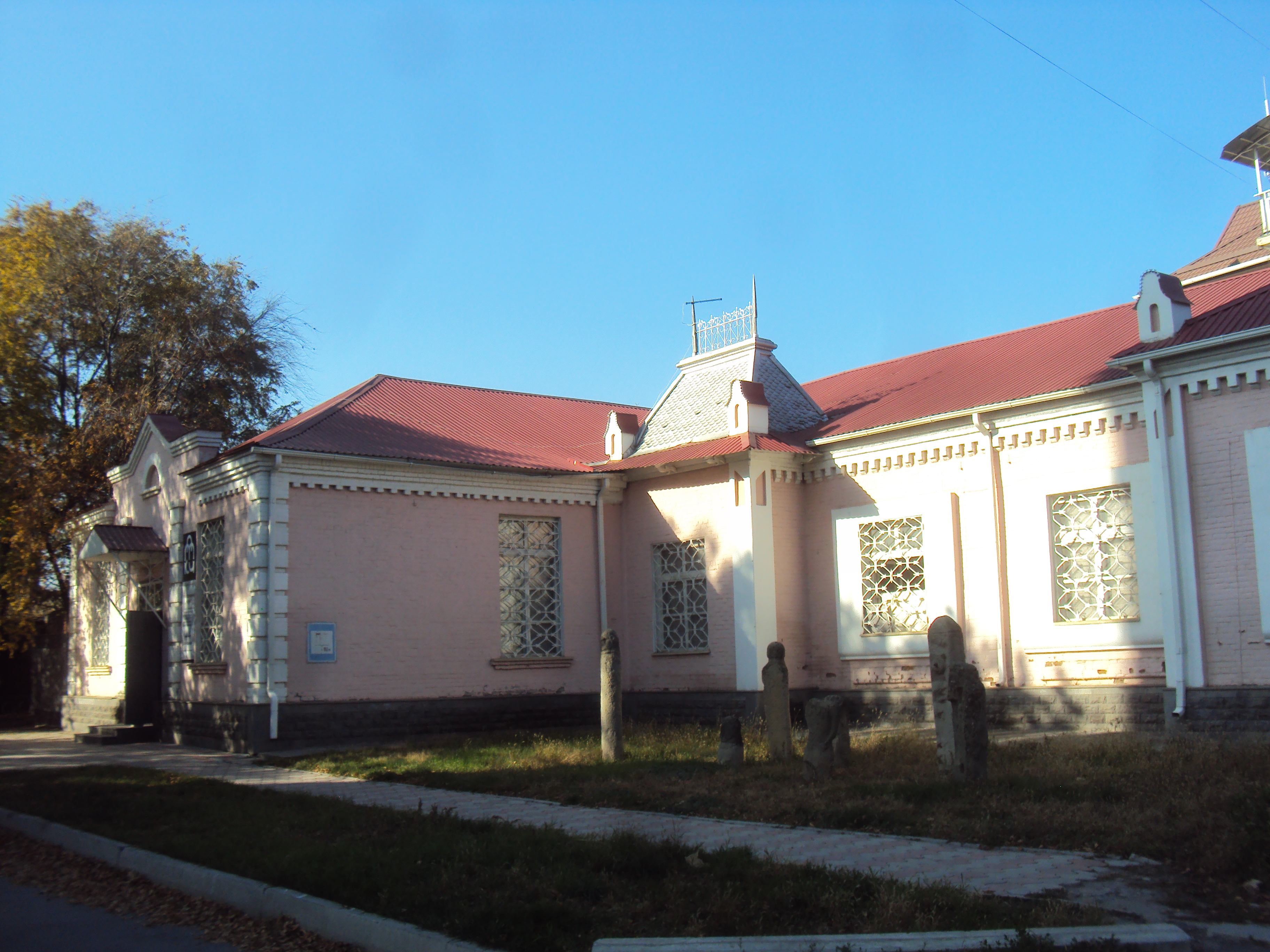
Здание на пр. Ленина, д. 14 — краеведческий музей

Также в сеть входят:
- Музей — памятник защитникам перевалов Кавказа в период Великой Отечественной войны в городе Карачаевск
- Музей истории туризма и альпинизма города-курорта Теберда
- Мемориальный Дом-музей Коста Хетагурова в селе имени Коста Хетагурова
- Красногорская сторожевая башня около станицы Красногорская
- Хумаринское городище и башня Адиюх около аула Хумара

В фондах музея-заповедника более 100 тысяч единиц хранения, собранных с 1945 года. Коллекция музея включает археологические находки, артефакты, исторические реликвии, ценные документы и редкие фотографии. Имеются геолого-минералогическая коллекция и коллекция флоры и фауны Карачаево-Черкесии.